# 尤利娅·斯科科娃
尤利娅·伊戈列芙娜·斯科科娃（俄语：Юлия Игоревна Скокова，1982年12月1日—），俄罗斯女子速度滑冰运动员，2014年冬季奥林匹克运动会女子团体追逐赛铜牌得主、2015年世界单程距离速度滑冰锦标赛女子团体追逐赛铜牌得主。